# Didissandra ternata
Didissandra ternata är en tvåhjärtbladig växtart som först beskrevs av Friedrich Anton Wilhelm Miquel, och fick sitt nu gällande namn av A. Weber och Brian Laurence Burtt. Didissandra ternata ingår i släktet Didissandra och familjen Gesneriaceae. Inga underarter finns listade i Catalogue of Life.